# الناحية المركزية (مقاطعة أرومية)
الناحية المركزية لمقاطعة أرومية (بالفارسية: بخش مرکزی شهرستان ارومیه) تتبع لمحافظة أذربيجان الغربية، إيران، وعاصمتها هي أرومية. يبلغ عدد سكانها 870709 نسمة حسب إحصاء 2016.